# Liste der Kulturgüter in Genf/Petit-Saconnex
Die Liste der Kulturgüter in Genf/Petit-Saconnex enthält alle Objekte im Stadtteil Petit-Saconnex der Stadt Genf (Genève), die gemäss der Haager Konvention zum Schutz von Kulturgut bei bewaffneten Konflikten, dem Bundesgesetz vom 20. Juni 2014 über den Schutz der Kulturgüter bei bewaffneten Konflikten sowie der Verordnung vom 29. Oktober 2014 über den Schutz der Kulturgüter bei bewaffneten Konflikten unter Schutz stehen.
Objekte der Kategorien A und B sind vollständig in der Liste enthalten, Objekte der Kategorie C fehlen zurzeit (Stand: 1. Januar 2023).

## Kulturgüter
| Foto | | Objekt | Kat. | Typ | Standort                                                          | Beschreibung |
| ---- | --- | --- | ---- | --- | ----------------------------------------------------------------- | ------------ |
| ja   | Datei hochladen · Wikidata zu Internationale Arbeitsorganisation (Gebäude) (Q29700241)                                   | Gebäude der Internationale Arbeitsorganisation / Bâtiment du bureau international du travail KGS-Nr.: 02440                                                                                    | A    | G   | Route des Morillons 4 499387 / 120581                             |              |
| ja   | Datei hochladen · Wikidata zu Botanischer Garten Genf (Q677516)                                                          | Botanisches Konservatorium und Garten mit Villa «Le Chêne», «La Console» und Gewächshäusern / Conservatoire et jardins botaniques avec Villa «Le Chêne», «La Console» et serres KGS-Nr.: 02447 | A    | G   | Chemin de l’Impératrice 1 / Route de Lausanne 192 500240 / 120182 |              |
| ja   | Datei hochladen · Wikidata zu Musée Ariana (Q120500193)                                                                  | Musée Ariana (Gebäude) KGS-Nr.: 02471 | A    | G   | Avenue de la Paix 10 499718 / 120163                              |              |
| ja   | Datei hochladen · Wikidata zu Palais des Nations (Q594846)                                                               | Palais des Nations KGS-Nr.: 02481 | A    | G   | Avenue de la Paix 14 499842 / 120290                              |              |
| ja   | Datei hochladen · Wikidata zu Maison Rotonde (Q29479520)                                                                 | Maison Rotonde KGS-Nr.: 02543 | A    | G   | Rue Charles-Giron 11–19 498908 / 117998                           |              |
| ja   | Datei hochladen · Wikidata zu Musée Ariana (Q671822)                                                                     | Musée Ariana (Sammlung) KGS-Nr.: 08680 | A    | S   | Avenue de la Paix 10 499725 / 120160                              |              |
| ja   | Datei hochladen · Wikidata zu Internationales Rotkreuz- und Rothalbmondmuseum (Q683406)                                  | Internationales Rotkreuz- und Rothalbmondmuseum / Musée international de la Croix-Rouge et du Croissant-Rouge KGS-Nr.: 08682                                                                   | A    | S   | Avenue de la Paix 17 499573 / 120374                              |              |
| ja   | Datei hochladen · Wikidata zu Museum für Wissenschaftsgeschichte (Q19824862)                                             | Musée d’histoire et sciences KGS-Nr.: 08720 | A    | S   | Rue de Lausanne 128 500730 / 119636                               |              |
| ja   | Datei hochladen · Wikidata zu Bibliotheken und Archive des Völkerbundes und der Vereinten Nationen (UNO) (Q27481090)     | Bibliothek und Archiv des Völkerbundes / Bibliothèque et archives de la Société des Nations KGS-Nr.: 08836                                                                                     | A    | S   | Avenue de la Paix 14 499856 / 120293                              |              |
| ja   | Datei hochladen · Wikidata zu Archiv des Internationalen Komitees vom Roten Kreuz (Q16303468)                            | Archiv des Internationalen Komitees vom Roten Kreuz KGS-Nr.: 08846 | A    | S   | Avenue de la Paix 19 499600 / 120424                              |              |
| ja   | Datei hochladen · Wikidata zu Union Internationale des Télécommunications / Internationale Fernmeldeunion (Q14621831)    | Archiv der Internationalen Fernmeldeunion / Archives de l’Union Internationale des Télécommunications KGS-Nr.: 08935                                                                           | A    | S   | Place des Nations 499570 / 119791                                 |              |
| ja   | Datei hochladen · Wikidata zu Archiv der Weltorganisation für Meteorologie (Q27481254)                                   | Archiv der World Meteorological Organization / Archives de l’Organisation météorologique mondiale KGS-Nr.: 08936                                                                               | A    | S   | Avenue de la Paix 7 500388 / 119947                               |              |
| ja   | Datei hochladen · Wikidata zu Internationale Arbeitsorganisation (ILO), (Historische Archive und Bibliothek) (Q27481109) | Historisches Archiv und Bibliothek der Internationalen Arbeitsorganisation / Bureau international du Travail, archives historiques et bibliothèque KGS-Nr.: 08937                              | A    | S   | Route des Morillons 4 499380 / 120606                             |              |
| ja   | Datei hochladen · Wikidata zu Archiv des UNHCR (Q27481226)                                                               | Archiv des Hohen Flüchtlingskommissars der Vereinten Nationen KGS-Nr.: 08938 | A    | S   | Rue de Montbrillant 94 499885 / 119622                            |              |
| ja   | Datei hochladen · Wikidata zu Archiv der Welthandelsorganisation (WTO) (Q15149996)                                       | Archiv der Welthandelsorganisation / Archives de l’organisation mondiale de commerce KGS-Nr.: 08963                                                                                            | A    | S   | Rue de Lausanne 154 500548 / 120010                               |              |
| ja   | Datei hochladen · Wikidata zu École Geisendorf (Q29479492)                                                               | École Geisendorf KGS-Nr.: 09016 | A    | G   | Rue de Lyon 56 499054 / 118452                                    |              |
| ja   | Datei hochladen · Wikidata zu (Q29479472)                                                                                | Bibliothek, Gewächshaus und Botanischer Garten / Bibliothèque, conservatoire et jardin botaniques KGS-Nr.: 09364                                                                               | A    | S   | Chemin de l’Impératrice 1 500299 / 120401                         |              |
| ja   | Datei hochladen · Wikidata zu Villa Bartholoni (Q29479584)                                                               | Villa Bartholoni KGS-Nr.: 10473 | A    | G   | Rue de Lausanne 128 500732 / 119638                               |              |
| BW   | Datei hochladen · Wikidata zu (Q29701217)                                                                                | Saint-Jean-sous-Terre, mittelalterliche archäologische Stätte / Saint-Jean-sous-Terre, site archéologique médiéval KGS-Nr.: 02493                                                              | B    | F   | Rue de Sous-Terre 499139 / 117779                                 |              |
| ja   | Datei hochladen · Wikidata zu École de Saint-Jean (Q29700350)                                                            | École de Saint-Jean KGS-Nr.: 02513 | B    | G   | Rue de Saint-Jean 12 498686 / 117798                              |              |
| ja   | Datei hochladen · Wikidata zu Domäne Budé (Q29700276)                                                                    | Domaine de Budé KGS-Nr.: 02546 | B    | G   | Rue de Moillebeau 72 499009 / 120020                              |              |
| ja   | Datei hochladen · Wikidata zu Domäne Cayla (Q29700261)                                                                   | Domaine Cayla KGS-Nr.: 02547 | B    | G   | Chemin William-Lescaze 30 498220 / 117585                         |              |
| ja   | Datei hochladen · Wikidata zu Domäne Masset (Q29700334)                                                                  | Domaine Masset KGS-Nr.: 02548 | B    | G   | Avenue d’Aïre 75–87 497994 / 117864                               |              |
| ja   | Datei hochladen · Wikidata zu Domäne Bouchet (Q29700318)                                                                 | Domaine du Bouchet KGS-Nr.: 02553 | B    | G   | Avenue du Bouchet 16 498359 / 119376                              |              |
| ja   | Datei hochladen · Wikidata zu Villa La Concorde (Q29701418)                                                              | Villa La Concorde KGS-Nr.: 02574 | B    | G   | Avenue de la Concorde 20 497568 / 118047                          |              |
| ja   | Datei hochladen · Wikidata zu Domäne La Pastorale (Q29700302)                                                            | Domaine de La Pastorale KGS-Nr.: 02575 | B    | G   | Route de Ferney 106 499349 / 120179                               |              |
| ja   | Datei hochladen · Wikidata zu Villa Moynier (Q29701440)                                                                  | Villa Moynier KGS-Nr.: 02576 | B    | G   | Rue de Lausanne 120b 500629 / 119514                              |              |
| ja   | Datei hochladen · Wikidata zu Villa Plantamour (Q29701458)                                                               | Villa Plantamour KGS-Nr.: 02577 | B    | G   | Rue de Lausanne 114 500701 / 119358                               |              |
| ja   | Datei hochladen · Wikidata zu Ecole de Sécheron (Q29700366)                                                              | École de Sécheron KGS-Nr.: 09024 | B    | G   | Avenue de France 15 500394 / 119430                               |              |